# Loretokapelle (Scheer)

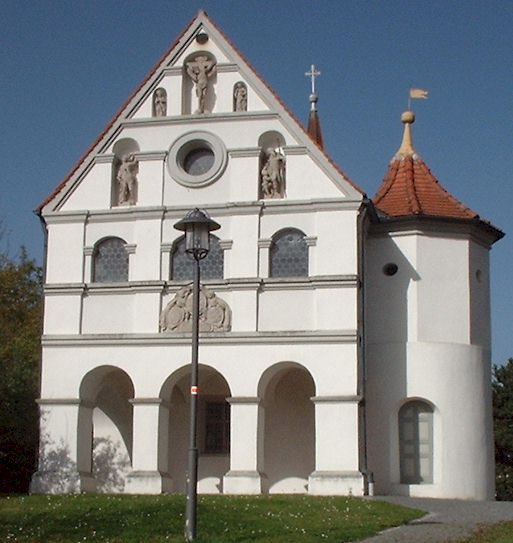
Loretokapelle in Scheer, Südansicht

Die Loretokapelle (auch Lorettokapelle) in Scheer im Landkreis Sigmaringen dient wie viele europäische Loretokapellen der Verehrung der Gottesmutter Maria in Anlehnung an die Wallfahrtsstätte Loreto in Italien.
Die Kapelle steht im Norden Scheers, kurz nach der Abzweigung in Richtung Bingen-Hitzkofen.

## Baugeschichte
Die Kapelle wurde von 1628 bis 1631 von einem unbekannten Baumeister erbaut. Stifter war Graf Wilhelm Heinrich von Waldburg aus dem Haus Waldburg. 1642 wurde das Loreto-Glöcklein angeschafft, das folgende Inschrift trägt: „Leonard Rosenlechner goss mich im Jahre 1642 zu Konstanz“. 1872 wurde eine Sakristei angebaut. 1877/1878 erhielt die Fassade eine Außenrenovierung. In diesem Zeitraum stellte der Saulgauer Bildhauer Mayer einen neuen Altar auf. 1959 erhielt die Kapelle einen neuen Außenputz und 2 neue Türen. 1960 wurde der Innenputz komplett erneuert. 1972 wurde ein Stromanschluss geschaffen sowie eine elektrische Heizung und eine Beleuchtung installiert. Auch wurde die alte Eremitenwohnung zu einem Raum für Kindergottesdienste umgestaltet. 1973 wurde die Kapelle mit einem doppelten Biberschwanzdach neu gedeckt. 1974 wurde eine Alarmanlage eingebaut.

## Sehenswertes
An der schön gestalteten Außenfassade befindet sich eine Inschrift:
„GVILHELMVS HENRICVS S(ACRI) R(OMANI) I(MPERII) DAPIFER / HAEREDIT(ARIVS) B(ARO) IN WAL(D)BVRG D(OMINVS) SCHAERAE ET / TRAVCHBVRGI S(VAE) C(AESAREAE) M(AIESTATIS) CONSILIARIVS ET / CAMERARIVS SVO AERE AEDIFICAVIT“
Zu Deutsch: „Wilhelm Heinrich, des heiligen römischen Reiches Erbtruchsess, Freiherr zu Waldburg, Herr von Scheer und Trauchburg, Seiner Kaiserlichen Majestät Rat und Kämmerer, hat es mit seinem Geld erbaut“. In der Inschrift wird er noch als B(ARO) = Freiherr bezeichnet, noch im selben Jahr, am 27. September 1628, wurde er Graf von Waldburg.
Darüber befinden sich 3 Wappen: das oberste ist das Wappen des Stifters, das zur linken Seite ist das Wappen seiner ersten Frau Juliane von Sulz (1590–1617), das rechts dasjenige seiner zweiten Frau Anna Maria von Waldburg zu Wolfegg und Zeil (1597–1635). 
Ganz oben an der Außenseite befinden sich die Nischen, aufgestellt in der Mitte das Bild des Gekreuzigten, links das Bild eines Bischofs und rechts das eines Mönches, wir vermuten in ihnen die Bilder des Brüderpaares St. Willibald und St. Wunibald; weiter unten links sehen wir die Bildnisse links des Hl. Sebastian und rechts des Hl. Rochus. Beide gelten als Patrone der Pestkranken. St. Rochus zeigt seine Pestbeulen am linken Fuß; ein Engel breitet schützend seine Hand darüber aus.

## Nutzung
1719 wurde erstmals eine Prozession zur Loretokapelle erwähnt. Später wurde mehrfach von Wallfahrten der Gemeinde Sigmaringendorf zur Loretokapelle berichtet.
1972 beschloss der (katholische) Pfarrgemeinderat, die Loretokapelle der evangelischen Kirchengemeinde Mengen für Gottesdienste zu überlassen.